# Love Aflame
Love Aflame er en amerikansk stumfilm fra 1917 af Raymond Wells.

## Medvirkende
- Ruth Stonehouse som Betty Mason.
- Stuart Holmes som George Howard.
- Jack Mulhall som Jack Calvert.
- Jean Hersholt som Reginald.
- Kenneth Hunter som Robert Sterling.